# Dimensiunea 5
Dimensiunea 5 (titlu original Dimension 5, cunoscut și sub numele de Dimension Five sau Dimension Four) este un film SF din 1966. A fost scris de Arthur C. Pierce și regizat de Franklin Adreon. Jeffrey Hunter și France Nuyen joacă rolul unor agenți secreți care călătoresc în timp. A făcut parte dintr-o serie de nouă filme cu buget redus produse de United Pictures Corporation.
Filmele au fost destinate distribuției în televiziune, dar au fost lansat cinematografic. Premisa călătoriei în timp a fost folosită anterior în filmul Cyborg 2087 al studioului United Pictures Corporation.

## Prezentare
Agenția neoficială a guvernului american Espionage Corporation este desemnată să investigheze organizația chineză Dragonii atunci când guvernul este sfătuit să elimine trupele americane din Asia, altfel Dragonii ar distruge Los Angeles cu o bombă cu hidrogen. Șeful Espionage Corporation, Kane, cere ca cel mai bun agent al său, Justin Power, care testează o centură de convertire a timpului, să fie responsabil de misiune împreună cu agentul chinez Ki Ti Tso, aka Kitty. Agenția de informații dezvăluie că părți ale bombei au fost importate de contrabandistul Big Buddha, iar Power și Kitty caută locul unde au fost ascunse în SUA.

## Distribuție
- Jeffrey Hunter  -  Justin Power
- France Nuyen  -  Kitty
- Harold Sakata  -  Big Buddha
- Donald Woods  -  Cane
- Kam Tong  -  Kim Fong
- Linda Ho  -  Nancy Ho
- Robert Ito  -  Sato
- David Chow  -  Stoneface
- Jon Lormer  -  Professor
- Bill Walker  -  Slim
- Virginia Ann Lee (as Virginia Lee)  -  Mute Girl
- Lee Kolima  -  Genghis
- Deanna Lund  -  Miss Sweet
- Robert Phillips  -  George

## Star Trek
Câțiva membri ai distribuției au apărut apoi în diferite episoade  Star Trek. Jeffrey Hunter, Jon Lormer și Robert Phillips au apărut în episodul-pilot, "The Cage". Lormer a mai jucat în "The Return of the Archons" și "For the World is Hollow and I Have Touched the Sky", iar France Nuyen a jucat în "Elaan of Troyius". Robert Ito a apărut în  "Coming of Age", un episod Star Trek: The Next Generation.

## Producție
În 1966, United Pictures Corporation (UPC) a fost creată pentru a produce filme de lung metraj pentru a fi transmise în principal în rețelele de televiziune, compania a fost finanțată inițial de firme petroliere canadiene.
Primele filme, regizate de Francis D. Lyon, Castle of Evil și Destination Inner Space au fost filmate în paisprezece zile în 1966, în același an au mai fost realizate încă două filme Dimensiunea 5 și Cyborg 2087 regizate de Franklin Adreon după scenarii de Arthur C. Pierce. Regizorul Francis D. Lyon a declarat: "Nu recomand această abordare în grabă ca o practică, pentru că va avea de suferit calitatea".
Toate filmele UPC, în afară de primul lor film, Castle of Evil, au fost vândute rețelei de televiziune americană CBS.

## Legături externe
- Dimensiunea 5 la Internet Movie Database
- Dimension 5 at the Internet Movie Data Base
- Dimension 5 at TCM.com
- Dimension 5 at Classic Sci-Fi Movies

## Vezi și
- Listă de filme științifico-fantastice din anii 1960‎